# Chondrodera vittifer
Chondrodera vittifer är en insektsart som först beskrevs av Walker, F. 1871.  Chondrodera vittifer ingår i släktet Chondrodera och familjen vårtbitare. Inga underarter finns listade i Catalogue of Life.